# Liste der Stolpersteine in Hennigsdorf

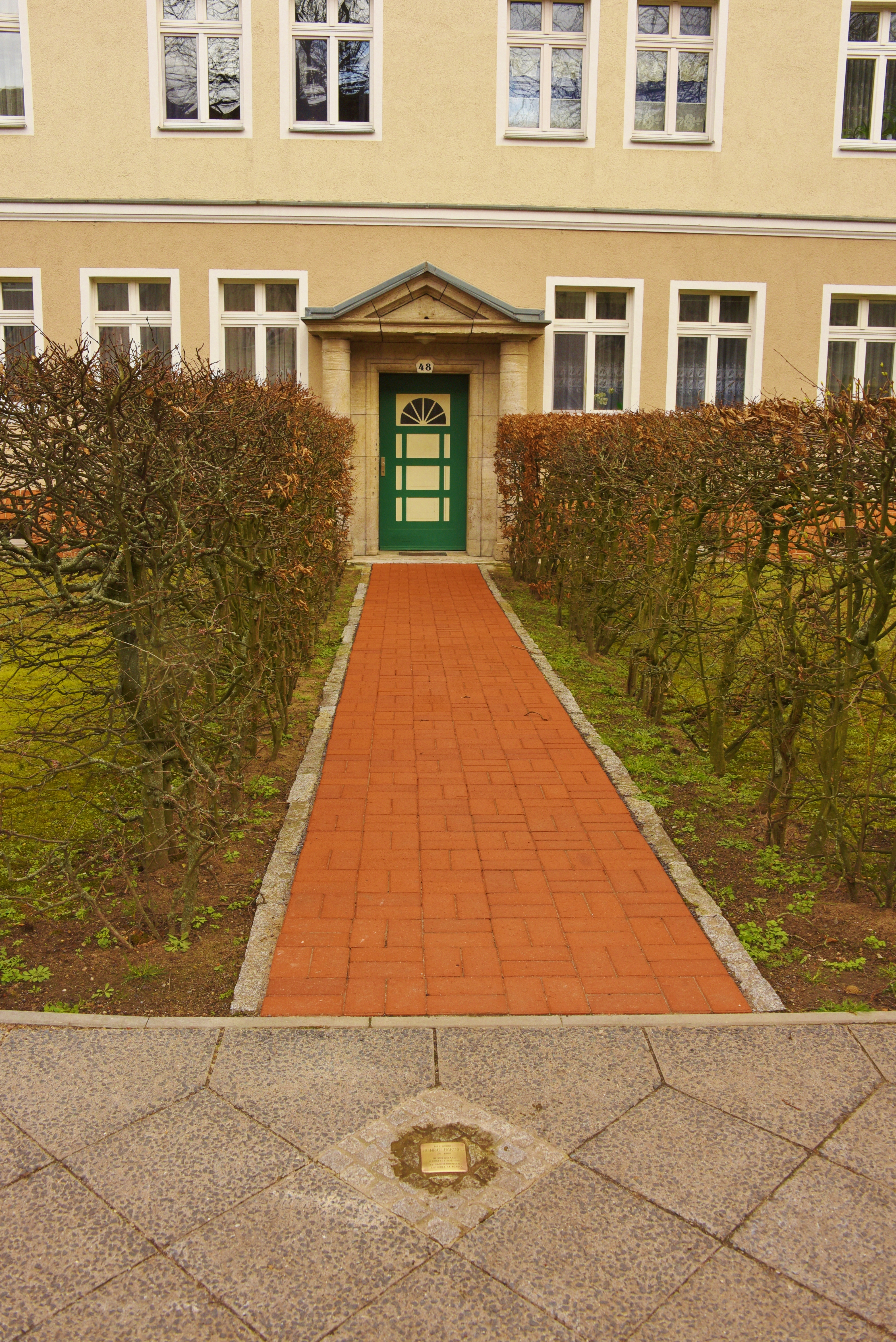
Stolperstein in Hennigsdorf, Marwitzer Str. 44 für Heinrich Bartsch

Die Liste der Stolpersteine in Hennigsdorf enthält die Stolpersteine in Hennigsdorf, die an das Schicksal der Menschen erinnern, die während der Zeit des Nationalsozialismus ermordet, deportiert, vertrieben oder in den Suizid getrieben wurden oder flohen. Die Stolpersteine wurden von Gunter Demnig verlegt.

## Verlegte Stolpersteine
Die ersten neun Stolpersteine in Hennigsdorf wurden am 11. Mai 2006 von Gunter Demnig verlegt. In Hennigsdorf wurden zehn Stolpersteine an sechs Standorten verlegt. Am 18. Juli 2019 wurde der zehnte Stolperstein für Wilhelm Busse verlegt.
| Stolperstein | Inschrift | Standort                       | Name, Leben |
| ------------ | --- | ------------------------------ | --- |
|              | HIER WOHNTE HEINRICH BARTSCH JG. 1906 IM WIDERSTAND VERHAFTET 27.4.1936 KZ SACHSENHAUSEN ERMORDET 11.10.1944                                 | Marwitzer Straße 48 Standort   | Heinrich Bartsch war ein kommunistischer Widerstandskämpfer gegen das Hitler-Regime. Er wurde am 13. September 1906 in Gelsenkirchen geboren. 1929 heiratete er seine Frau Elisabeth, das Paar bekam einen Sohn. 1939 kam er in das KZ Sachsenhausen . Dort wurde er in der Schreibstube beschäftigt und im Oktober 1942 zum Lagerältesten bestimmt. Sechs Monate später wurde er von dieser Funktion abgelöst. Am 11. Oktober 1944 wurde er wegen „versuchter Meuterei und Aufwiegelung“ erschossen – gemeinsam mit 26 deutschen und französischen Mithäftlingen, darunter die Reichstagsabgeordneten Ernst Schneller und Mathias Thesen . Ein ehemaliger Zwangsarbeiter bei der AEG spendete das Geld für den Stolperstein. [ 2 ] [ 3 ] |
|              | HIER WOHNTE DORA BLASCHKE GEB. KIRSTEIN FLUCHT 22.12.1933 ?                                                                                  | Neuendorfstraße 23 Standort    | Dorothea Blaschke geb. Kirstein wurde am 28. März 1893 in Berlin geboren. Ihre Eltern waren Siegfried Kirstein (geboren am 13. Juli 1854) und Margarethe Henriette geb. Oppenheim (geboren am 5. August 1867). Sie heiratete den Techniker Ernst Blaschke, Direktor bei der AEG. Das Paar hatte zwei Töchter, Liesel (geb. 1919) und Ursel (geb. 1922) sowie einen Sohn Walter (geb. 1924). Die Familie verließ am 22. Dezember 1933 das Deutsche Reich. Die Blaschkes flüchteten zuerst nach Spanien, später nach Australien. Dorothea Blaschke erkrankte schwer und starb 1939. |
|              | HIER WOHNTE DIPL.-ING. ERNST BLASCHKE FLUCHT 22.12.1933 ?                                                                                    | Neuendorfstraße 23 Standort    | Ernst Blaschke wurde am 19. Januar 1889 in Berlin geboren. Seine Eltern waren Sigismund Blaschke (1851–1917) und Anna Zipora geb. Feilchenfeld (1867–1953). Er heiratete Dorothea geb. Kirstein. Das Paar hatte zwei Töchter und einen Sohn. Die Familie verließ am 22. Dezember 1933 das Deutsche Reich Richtung Spanien. Die 5-köpfige Familie konnte sich mit der Mutter von Ernst Blaschke schließlich in Australien in Sicherheit bringen. |
|              | HIER WOHNTE LIESEL BLASCHKE JG. 1918 FLUCHT 22.12.1933 ?                                                                                     | Neuendorfstraße 23 Standort    | Elisabeth Blaschke, genannt Liesel, wurde am 19. November 1919 in Berlin als erstes Kind von Ernst Blaschke und Dorothea geb. Kirstein geboren. Sie hatte eine jüngere Schwester, Ursel, geboren 1922 und einen jüngeren Bruder, Walter, geboren 1924. |
|              | HIER WOHNTE URSEL BLASCHKE JG. 1922 FLUCHT 22.12.1933 ?                                                                                      | Neuendorfstraße 23 Standort    | Ursel Blaschke wurde am 29. März 1922 in Berlin als Tochter von Ernst Blaschke und Dorothea geb. Kirstein geboren. Sie hatte eine ältere Schwester, Liesel, und einen jüngeren Bruder, Walter, geboren 1924. |
|              | HIER WOHNTE KLARA BUSSE GEB. HERTEL JG. 1894 VERHAFTET 24.7.1940 DEPORTIERT 1941 KZ RAVENSBRÜCK ERMORDET 7.1.1943 AUSCHWITZ                  | Berliner Straße 19 Standort    | Klara Busse geb. Hertel gehörte nach ihrem Austritt aus der evangelischen Kirche ab 1923 der von den Nazis verfolgten Glaubensgemeinschaft Zeugen Jehovas an. Sie wurde am 26. August 1894 in Topper geboren. 1918 heiratete sie Wilhelm Busse, mit dem sie 1920 eine Tochter bekam. Am 24. Juli 1940 wurde sie verhaftet, am 27. Januar 1941 verurteilt. Klara Busse wurde in das KZ Ravensbrück eingeliefert, ihre Häftlingsnummer war dort 1310. 1942 wurde sie in das KZ Auschwitz überstellt, am 7. Januar 1943 wurde sie dort ermordet. Offizielle Todesursache war – laut Sterbeurkunde – ein Gehirnschlag. |
|              | HIER WOHNTE WILHELM BUSSE JG. 1887 ZEUGE JEHOVAS VERHAFTET 1935 KRIEGSDIENST VERWEIGERT GEFÄNGNIS BERLIN/TEGEL 1941 KZ SACHSENHAUSEN BEFREIT | Berliner Straße 19 Standort    | Wilhelm Busse wurde 1887 als Wilhelm Friedrich August Busse geboren und heiratete 1918 Klara Busse, mit der er 1920 eine Tochter hatte. Busse gehörte nach seinem Austritt aus der evangelischen Kirche ab 1923 der von den Nazis verfolgten Glaubensgemeinschaft Zeugen Jehovas an. 1935 wurde er verhaftet und saß sechs Monate im Gefängnis. Wenige Monate später wurde er erneut festgenommen. Die folgenden 15 Monate verbrachte er in der Haftanstalt Berlin-Tegel. Im April 1938 wurde er direkt in das KZ Sachsenhausen eingeliefert. Dort blieb er bis zum Kriegsende und überlebte auch den Todesmarsch nach Schwerin. Weil auch im neugegründeten Staat DDR Zeugen Jehovas verfolgt wurden, wurde Busse 1950 erneut verhaftet und zu acht Jahren Zuchthaus verurteilt. Nach fünfeinhalb Jahren unter schweren Haftbedingungen im Zuchthaus Brandenburg-Görden starb er dort an einem Hirnschlag. |
|              | HIER WOHNTE LUDWIG GOLDMANN JG. 1891 DEPORTIERT 1941 ERMORDET IN MINSK                                                                       | Waldstraße 40 Standort         | Ludwig Goldmann führte ein Schuhgeschäft in der Waldstrasse 40. |
|              | HIER WOHNTE ELSE ERNESTINE BELA LACHMANN GEB. SCHWINKE JG. 1886 DEPORTIERT 1943 ERMORDET IN AUSCHWITZ                                        | Hauptstrasse 13 Standort       | Else Lachmann führte ein Uhrmachergeschäft in der Hauptstraße 13. |
|              | HIER WOHNTE CLARA SCHABBEL JG. 1894 IM WIDERSTAND VERHAFTET 1942 HINGERICHTET 5.8.1943 BERLIN-PLÖTZENSEE                                     | Clara-Schabbel-Straße Standort | Klara Schabbel, auch Clara Schabbel, war eine deutsche Kommunistin und Widerstandskämpferin gegen den Nationalsozialismus. |